# Benjamin-Sigismond Frossard
Benjamin-Sigismond Frossard, né à Nyon le 23 août 1754 et mort à Montauban le 3 janvier 1830 est un théologien suisse et professeur à la faculté de théologie protestante de Montauban. Il est connu pour son engagement en faveur de l'abolition de l'esclavage.

## Biographie
Sa famille est originaire de Moudon et Nyon. Son père, Gabriel Frossard, est justicier de la ville de Nyon, et sa mère est Jeanne-Françoise Ronzel. Il fait ses études secondaires au collège de Lausanne en 1768, puis ses études de théologie à l'académie de Genève (1771-1777). Il devient pasteur en 1777, à Deux-Ponts, dans le Palatinat, puis dans le canton d'Appenzell (1778-1780) et à l'église réformée de Lyon (1780-1803). Il épouse en 1785 Marianne Amélie Drouin, originaire de Sedan, dont le père est entrepreneur à la manufacture royale de draps de cette ville. Durant son séjour lyonnais, il se lie avec Jean-Baptiste Say et Pierre-Charles Blot, adhère à plusieurs sociétés savantes, notamment la société royale d'agriculture de Lyon dont il est secrétaire, la société littéraire de Lyon, la société d'émulation de Bourg-en-Bresse. Il s'intéresse aussi à la botanique et le 25 août 1785 il défend devant l'Académie de Villefranche l'opinion que les plantes ne sont pas dénuées de sentiments. Il adhère à la société des amis de la constitution de Lyon au début de la Révolution et en devient administrateur départemental. Il est en contact avec Jacques Pierre Brissot depuis 1782, et s'éloigne de la vie politique après l'arrestation de Brissot, et quitte Lyon de mai 1793 à février 1795, devenant professeur à l'institut de Clermont-Ferrand. Il est père de 8 enfants, dont "Emilien" Benoît Daniel Frossard (1802-1881), peintre et naturaliste. 

## Engagement abolitionniste

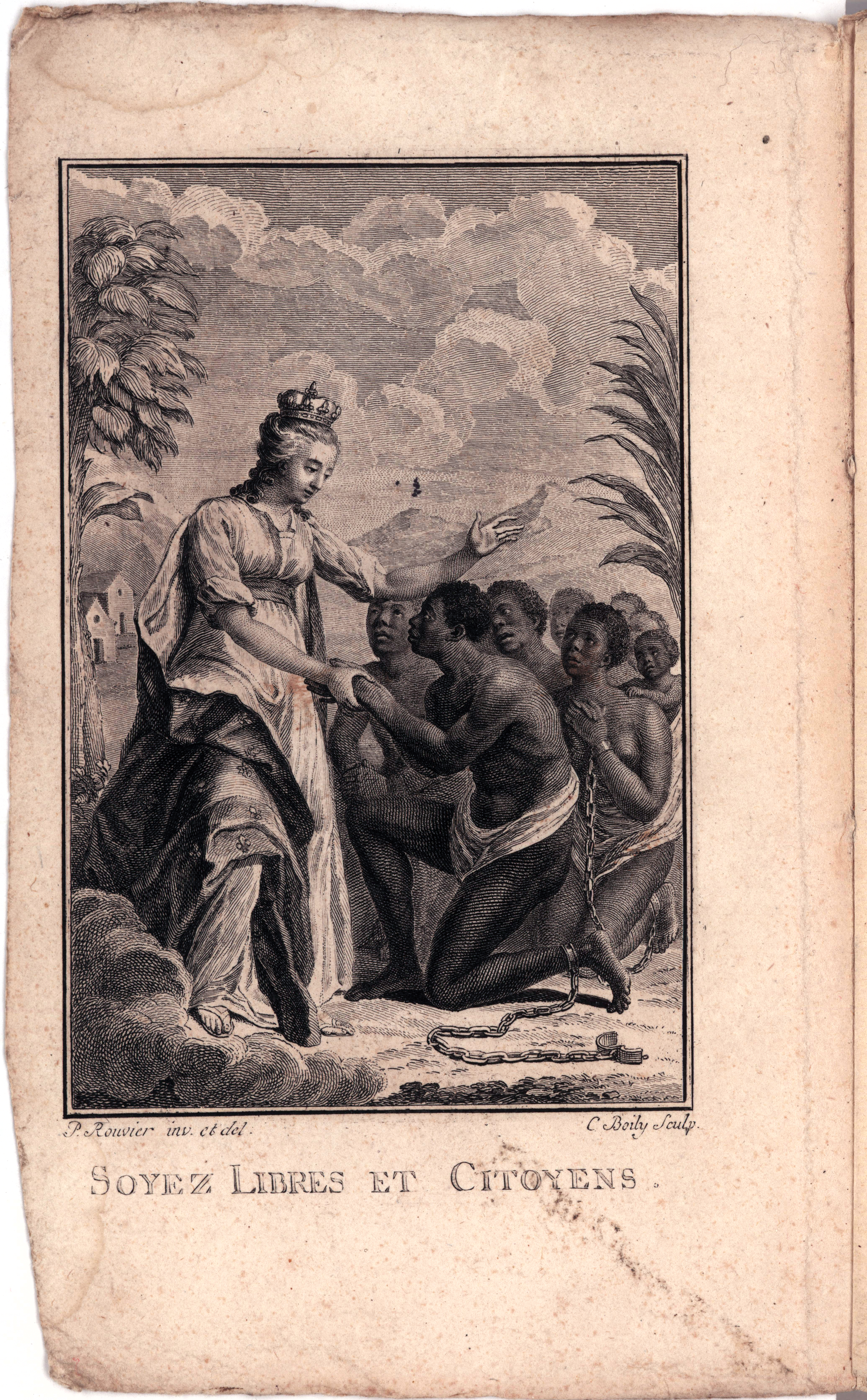
La cause des esclaves nègres et des habitans de la Guinée, portée au tribunal de la justice, de la religion, de la politique […], frontispice de Rouvier gravé par Boily, Lyon, 1789.

Benjamin-Sigismond Frossard fait campagne contre la traite des Noirs. À l'occasion de son voyage en Angleterre en 1784-1785, il rencontre le pasteur et philosophe écossais, Hugh Blair, dont il a traduit les sermons, et se lie avec les principaux représentants du mouvement britannique en faveur de l'abolition de l'esclavage, notamment Thomas Clarkson et Granville Sharp. Il publie en 1789 son ouvrage sur La cause des esclaves nègres. Il est membre de la Société des amis des Noirs, fondée en 1788 sur le modèle de la société britannique, qui devient ensuite la Société des amis des Noirs et des colonies. Il reçoit un doctorat honoris causa de droit de l'université d'Oxford en raison de ses engagements à cet égard. il est également actif au sein de la Société de la morale chrétienne et de son « comité pour l'abolition de la traite et de l'esclavage » créé en 1824.

## Activités en rapport avec le protestantisme
Il participe aux réunions entre réformés pour préparer le statut des cultes protestants en 1801-1802, qui deviendront les articles organiques (loi de germinal an X) et rédige un mémoire. La dernière partie de sa carrière se déroule à Montauban. Il est nommé à la faculté de théologie protestante de Montauban, où il arrive le 29 avril 1809. Il est doyen, chargé d'organiser les études — exigeant notamment que les étudiants abordent des notions de grec et d'hébreu — ou encore d'obtenir un nombre de professeurs suffisant, un bâtiment, des crédits pour des bourses d'études pour les étudiants. Il a la chaire de morale et est également président du consistoire. En 1816, lors de la Restauration, Frossard est victime de l'épuration : il est révoqué de trois de ses fonctions, celles de pasteur, de doyen de la faculté et de président du consistoire, à cause de son passé politique républicain et bonapartiste, tout en gardant son poste de professeur de faculté. Il rédige un mémoire concernant les institutions de l'Église, notamment la tenue de synodes réguliers.
Il meurt à Montauban en 1830.

## Publications
- La Cause des esclaves nègres et des habitans de la Guinée, portée au tribunal de la justice, de la religion, de la politique, ou, Histoire de la traite & de l'esclavage des nègres : preuves de leur illégitimité, moyens de les abolir sans nuire ni aux colonies ni aux colons, Lyon, impr. Aimé de la Roche, 1789, lecture en ligne sur Tolosana
- Observations sur l'abolition de la traite des nègres, 1793